# Élection partielle québécoise d'août 2006
L’élection partielle québécoise d'août 2006 s'est déroulé le 14 août 2006. Elle visait à élire un député dans chacune des circonscriptions de Pointe-aux-Trembles et Taillon. André Boisclair et Marie Malavoy du Parti québécois ont remporté les scrutins.

## Contexte
Alors qu'il a été élu chef du Parti québécois le 15 novembre 2005, André Boisclair se présente dans Pointe-aux-Trembles pratiquement sûr d'en devenir député, le Parti libéral n'y présentant aucun candidat.

## Résultats

### Résultats par circonscriptions électorales
|                                                                                               | Nom                | Parti            | Nombre de voix | %      | Maj.  |
| --------------------------------------------------------------------------------------------- | ------------------ | ---------------- | -------------- | ------ | ----- |
|                                                                                               | André Boisclair    | Parti québécois  | 9 077          | 71 %   | 7 563 |
|                                                                                               | André Daxhelet     | Vert             | 1 514          | 11,8 % | -     |
|                                                                                               | Dominique Ritchot  | Québec solidaire | 1 073          | 8,4 %  | -     |
|                                                                                               | Benoît Bergeron    | Indépendant      | 609            | 4,8 %  | -     |
|                                                                                               | Jocelyne Leduc     | Indépendant      | 231            | 1,8 %  | -     |
|                                                                                               | Jean-Marc Boyer    | Indépendant      | 124            | 1 %    | -     |
|                                                                                               | Benjamin Kasapoglu | Bloc pot         | 113            | 0,9 %  | -     |
|                                                                                               | Régent Millette    | Indépendant      | 52             | 0,4 %  | -     |
| Total                                                                                         | Total              | Total            | 12 793         | 100 %  |       |
| Le taux de participation lors de l'élection était de 32,4 % et 315 bulletins ont été rejetés. |                    |                  |                |        |       |

|                                                                                               | Nom               | Parti               | Nombre de voix | %      | Maj.  |
| --------------------------------------------------------------------------------------------- | ----------------- | ------------------- | -------------- | ------ | ----- |
|                                                                                               | Marie Malavoy     | Parti québécois     | 8 309          | 43,6 % | 2 343 |
|                                                                                               | Véronique Mercier | Libéral             | 5 966          | 31,3 % | -     |
|                                                                                               | Karine Simard     | Action démocratique | 2 569          | 13,5 % | -     |
|                                                                                               | Manon Blanchard   | Québec solidaire    | 1 373          | 7,2 %  | -     |
|                                                                                               | Yvon Rudolphe     | Vert                | 575            | 3 %    | -     |
|                                                                                               | Tristan Dénommée  | Indépendant         | 143            | 0,7 %  | -     |
|                                                                                               | Francis Beuzard   | Bloc pot            | 133            | 0,7 %  | -     |
| Total                                                                                         | Total             | Total               | 19 068         | 100 %  |       |
| Le taux de participation lors de l'élection était de 34,8 % et 197 bulletins ont été rejetés. |                   |                     |                |        |       |